# Katie Bouman

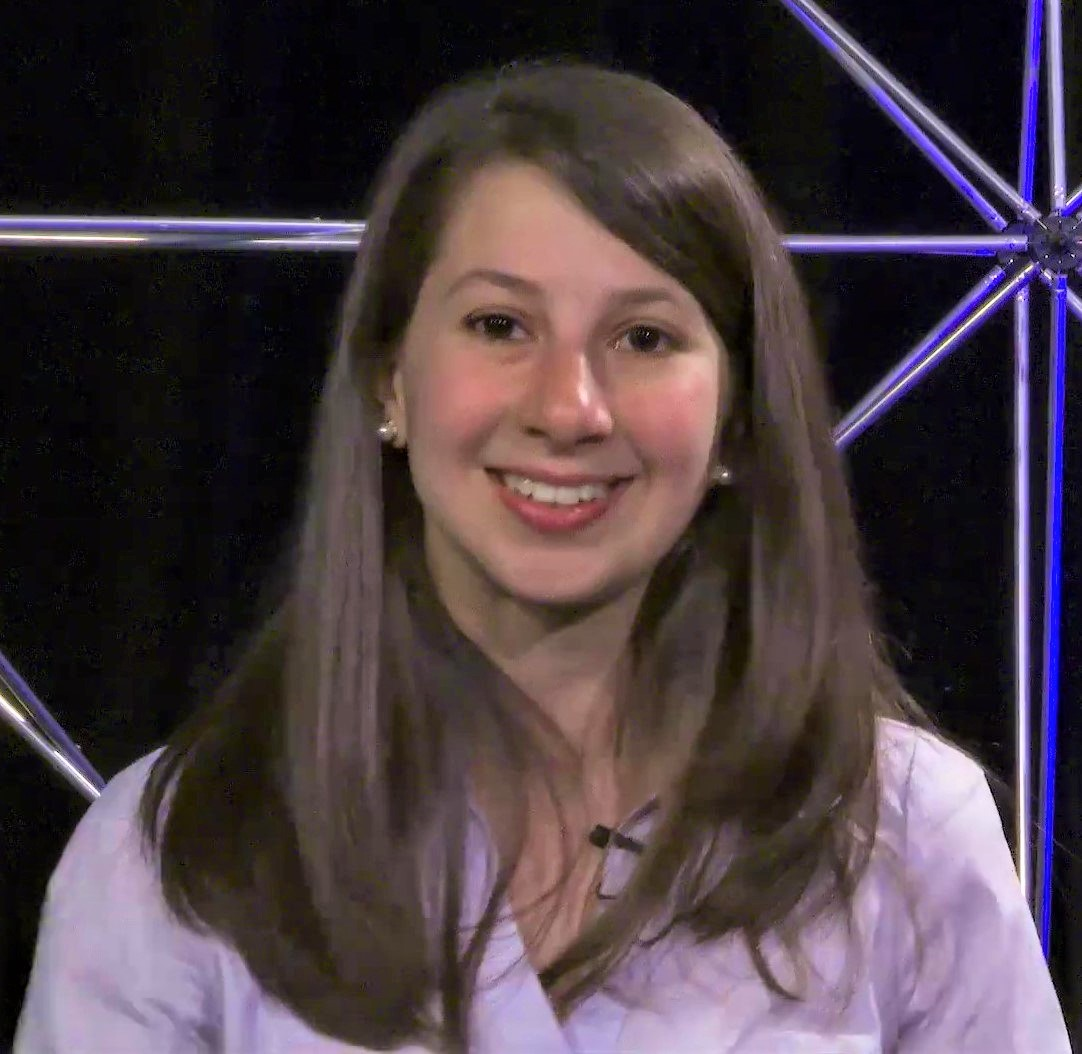
Katie Bouman (2019)

Katherine Louise „Katie“ Bouman (* 8. Mai 1989) ist eine US-amerikanische Informatikerin, die an Berechnungsmethoden für elektronische Bildverarbeitung arbeitet. Ab 2016 war Bouman führend an der instrumentenspezifischen Anpassung des Algorithmus beteiligt, der die erste bildliche Darstellung eines Schwarzen Lochs mit Hilfe des Event Horizon Telescope ermöglichte. Sie gehörte einem Team von 200 Personen an, die das Projekt umsetzten.
Sie wurde bekannt, als sie im Zuge der Veröffentlichung des ersten auf gemessenen Daten beruhenden Bildes eines Schwarzen Lochs von verschiedenen Medien als Gesicht der wissenschaftlichen Gemeinschaftsleistung sowie allgemein der Bedeutung von Frauen in der Wissenschaft dargestellt wurde.

## Jugend und Ausbildung
Bouman wuchs in West Lafayette, Indiana auf. Als Highschoolstudentin betrieb sie Forschung zu elektronischer Bildverarbeitung mit Professoren der Purdue University. In ihrem Abschlussjahr an der Highschool 2007 hörte sie zum ersten Mal vom Event Horizon Telescope, an dem sie später arbeiten würde. 2007 schloss sie die West Lafayette Junior-Senior High School ab.
Katie Bouman studierte Elektrotechnik an der University of Michigan und schloss 2011 ihren Bachelor of Engineering mit summa cum laude ab. Sie erlangte ihren Master in Elektrotechnik am Massachusetts Institute of Technology (MIT). Bouman war Mitglied des MIT Haystack Observatory. Sie wurde durch ein National Science Foundation Graduate Fellowship unterstützt. Ihre Masterthesis “Estimating Material Properties of Fabric through the observation of Motion” ‚Schätzung der Materialeigenschaften von Stoffen durch Beobachtung der Bewegung‘ wurde mit dem “Ernst Guillemin Award for best Masters Thesis” ‚Ernst-Guillemin-Preis für die beste Masterarbeit‘ ausgezeichnet. Bouman ging als Postdoc Fellow an die Harvard University in das Team für elektronische Bildverarbeitung für das Event Horizon Telescope. 2016 hielt Bouman den TEDx Talk “How to Take a Picture of a Black Hole” ‚Wie man ein Schwarzes Loch fotografiert‘, in dem sie einen der im Projekt verwendeten Algorithmen erklärte. Sie erlangte 2017 am MIT ihren Doktortitel in Elektrotechnik und Informatik.

## Forschung und Karriere

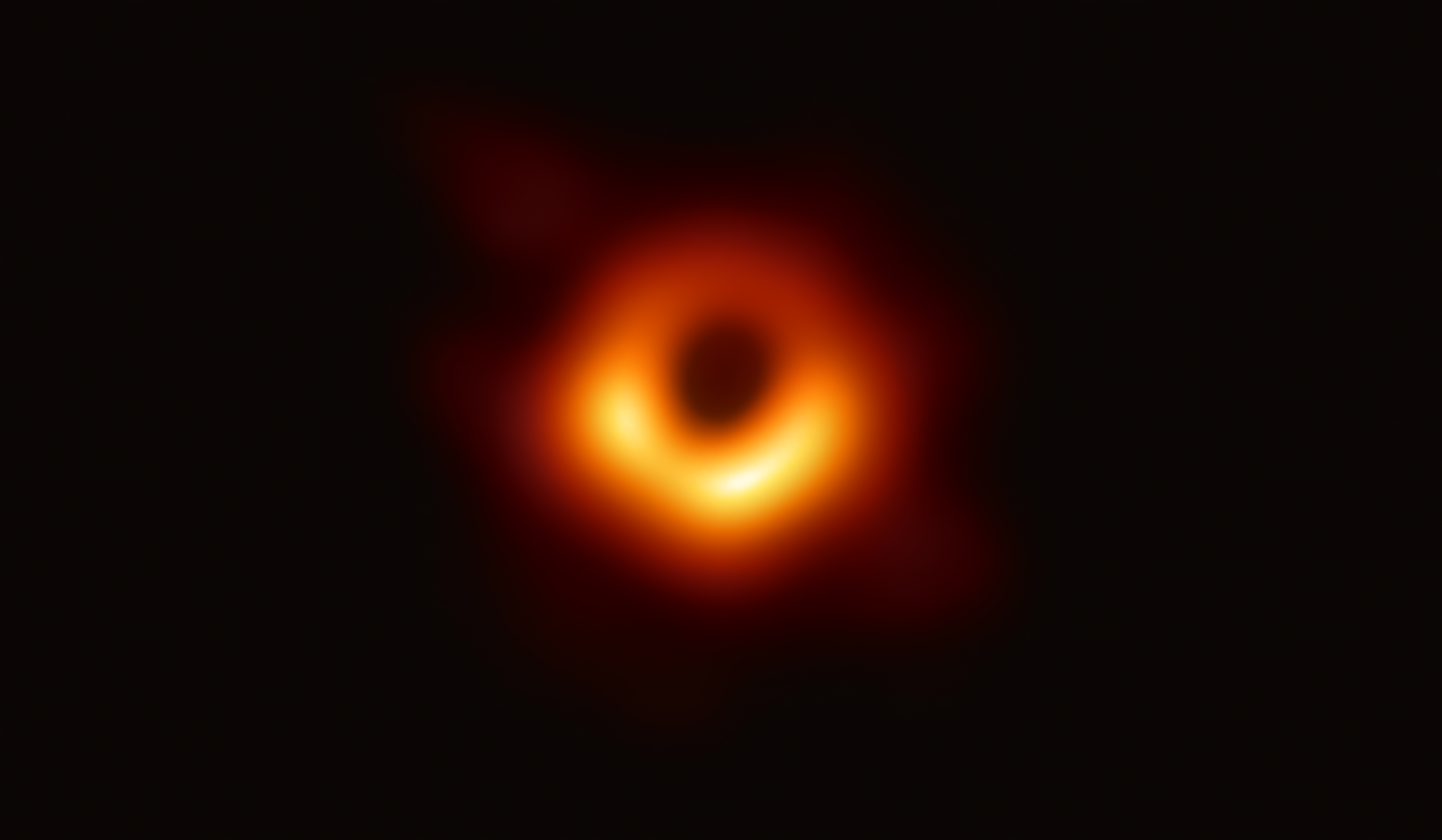
Das erste aus wissenschaftlich direkt gemessenen Daten errechnete Bild eines Schwarzen Lochs, dargestellt vom Event Horizon Telescope und publiziert im April 2019

Bouman leitete am MIT das Team, das den Algorithmus “Continuous High-resolution Image Reconstruction using Patch priors” ‚Kontinuierliche hochauflösende Bildrekonstruktion unter Verwendung von Patch-Priors‘ (CHIRP) an die Erfordernisse des Event Horizon Telescopes anpasste. Dieser Algorithmus wurde verwendet, um das supermassive Schwarze Loch im Kern der Galaxie Messier 87 bildlich darzustellen. Das Bild wurde im April 2019 veröffentlicht. Der Algorithmus unterstützte Berechnungen bei der Untersuchung der Starken Wechselwirkung in der Allgemeinen Relativitätstheorie. Die Methode beruht unter anderem auf der Theorie, dass Schwarze Löcher Hintergrundschatten auf heiße Gaswolken werfen, die 1999 von Heino Falcke, Fulvio Melia und Eric Agol vorgeschlagen wurde. Der Maschinenlernalgorithmus füllte Lücken in den Daten, die von Teleskopen aus der ganzen Welt produziert worden waren. Bouman bemühte sich um Fortschritte im Bereich der Überprüfung von Bildern und der Auswahl von Bildparametern für das Event Horizon Telescope.
Katie Bouman ging 2019 als Assistant Professor an das California Institute of Technology. Sie arbeitet an neuen Systemen für rechnerische bildgebende Verfahren.